# Wallace E. Oates
Wallace Eugene Oates (* 21. März 1937 in Los Angeles, Kalifornien; † 30. Oktober 2015 in Baltimore, Maryland) war ein US-amerikanischer Ökonom.

## Leben
Wallace Oates studierte an der Stanford University und erhielt 1965 einen Ph.D. in Ökonomie. Er unterrichtete erst an der Princeton University und wechselte 1979 zur University of Maryland, College Park.
Oates gilt als einer der Mitbegründer der Theorie des Fiskalföderalismus. Das Dezentralisierungstheorem geht auf sein Buch „Fiscal federalism“ (1972) zurück. Er beschäftigte sich des Weiteren insbesondere mit Themen der Umweltökonomik.

## Preise und Ehrungen
- 2013: Richard-Musgrave-Preis (mit H. Spencer Banzhaf)[2]

## Schriften (Auswahl)

### Zur Fiskaltheorie
- Fiscal Federalism. Harcourt Brace Jovanovich, New York 1972.
- An Essay on Fiscal Federalism. In: Journal of Economic Literature. Band 37, Nr. 3, September 1999, S. 1120–1149 (umd.edu [PDF]).

### Zur Umweltökonomik
- mit William J. Baumol: The Theory of Environmental Policy. 2. Auflage. Cambridge University Press, Cambridge [Cambridgeshire], New York 1988.
- mit Maureen L. Cropper: Environmental Economics: A Survey. In: Journal of Economic Literature. Band 30, Nr. 2, Juni 1992, S. 685–686.